# Eduardo Mendoza
Eduardo Mendoza Garriga (Barcelona, 11 de janeiro de 1943) é um escritor Catalão.
Em geral, o estilo narrativo de Eduardo Mendoza é singelo e directo, sem fazer abandono do uso de cultismos, arcaísmos bem como da linguagem popular em sua mais pura expressão. Gosta de personagens marginais que olham a sociedade com estranheza enquanto lutam por sobreviver permanecendo fora dela.
A sua obra literária, que começou com a publicação em 1975 de La verdad sobre el caso Savolta, está geralmente ambientada na sua Barcelona natal, combinando a descrição da cidade em épocas anteriores à Guerra Civil Espanhola e na actualidade. Llàtzer Moix fala de "realidade bifronte" ao referir-se à narrativa de Mendoza e estabelece uma distinção entre suas novelas sérias ou maiores, e os seus divertimentos ou novelas menores. Porém, a divisão entre romances sérios e humorísticos, que se correspondem com as obras maiores e menores , não mostra a riqueza narrativa e estilística de suas obras paródicas nem do humorismo presente nos romances sérios: estudos atuais apontam à seriedade, críticidade e transcendência nos seus romances de humor e ao humorismo transversal nos seus romances sérios, resultado do efeto paródico característico do romance pós-moderno.
Ainda que seu principal género literário seja o romance, Mendoza tem escrito ao longo de sua trajectória profissional ensaios como Baroja, la contradicción, e mais recentemente contos como Tres vidas de santos. Recebeu em 2010 o Prémio Planeta pelo seu romance Riña de gatos. Madri 1936.

## Biografia

### 1975-1990: Primeiras obras
Filho de um promotor, Eduardo Mendoza Arias-Carvajal, e de uma dona-de-casa, Cristina Garriga Alemany, estudou um ano numa escola das freiras de Nossa Senhora de Loreto, outro numa das Mercedarias e, finalmente, a partir de 1950, no colégio dos Irmãos Maristas. Após licenciar-se em Direito em 1965, viaja pela Europa e no ano seguinte consegue uma bolsa em Londres para estudar Sociologia. Com o seu regresso em 1967 exerce advocacia na assessoria jurídica do Banco Condal, que abandona em 1973 para ir para Nova Iorque como tradutor da ONU.
Estando em Estados Unidos publica em 1975 o seu primeiro romance La verdad sobre o caso Savolta. O seu título original era Los soldados de Cataluña, mas viu-se obrigado a mudá-lo devido a problemas com a censura franquista. Esta ópera prima, na que se pode observar a capacidade de Mendoza na utilização de diferentes discursos e estilos narrativos, lança-o na fama. Considerada por muitos como a precursora da mudança que se daria na sociedade espanhola e como o primeiro romance da transição democrática, o romance narra o panorama das lutas sindicais de princípios do século XX, mostrando a realidade social, cultural e económica da Barcelona da época. Após uns meses da sua publicação morre Francisco Franco e ao ano seguinte La verdad sobre o caso Savolta recebe o Prêmio da Crítica.
El misterio de la cripta embrujada, uma paródia com momentos hilariantes que mistura rasgos da novela negra com a gótica, foi publicada em 1979 e marca o começo de uma tetralogia protagonizada por uma personagem peculiar, uma espécie de detective encerrado num manicómio, de nome desconhecido. El laberinto das azeitonas, 1982, o segundo romance protagonizado pelo detective sem nome, consolida-o como um dos autores com mais sucesso de vendas. A saga protagonizada por esta personagem continuou em 2001 com um terceiro volume, La aventura del tocador de señoras e El enredo de la bolsa y la vida, quarto volume publicado em 2012.
Em 1983 Mendoza regressa a Barcelona depois de várias viagens a Genebra, Viena e outras cidades, continuando a ganhar a vida fazendo tradução simultânea em organismos internacionais. Em 1986 publica La ciudad de los prodigios, romance em que se mostra a evolução social e urbana de Barcelona entre as duas exposições universais de 1888 e 1929. La ciudad de los prodigios é considerada pela crítica literária como sua obra cimeira e foi eleita pela revista francesa Lire como o melhor livro de 1988. Em 1999 foi adaptada ao cinema por Mario Camus e protagonizada por Emma Suárez e Olivier Martínez.
A sua seguinte obra, La isla inaudita, foi publicada em 1989 e dispensa a narração habitual nos romances de Mendoza, usando a cidade de Veneza como principal palco. Um ano depois começa a publicar no diário El País uma história em fascículos de um extraterrestre que aterra na Barcelona prévia aos Jogos Olímpicos de 1992. A história foi publicada ao ano seguinte por Seix Barral com o título de Sin notícias de Gurb. Também em 1991 faz a sua primeira incursão no teatro com a inauguração da obra em catalão Restauraciò no Teatro Romea de Barcelona. A sua adaptação ao espanhol representou-se um ano depois em Madri.

### 1992-actualidade: Consolidação na narrativa espanhola
Em 1992 publicou El año del diluvio, ambientado num povo catalão regido por um cacique franquista e protagonizada pela freira Constanza Briones. O romance ganhou a terceira edição do Prêmio Literário da revista Elle em 1993. Dois anos depois começou a dar aulas na Universidade Pompeu Fabra de Barcelona. Compartilhando seu trabalho como professor e seu trabalho literário, publicou em 1996 Una comedia ligera, ambientada na Barcelona do pós guerra espanhol. O romance venceu o Prêmio de Melhor Livro Estrangeiro, outorgado em França em 1998.
La aventura del tocador de señoras, o seu primeiro romance no novo século, foi publicada em janeiro de 2001 e consiste no terceiro volume das aventuras do detective anónimo, expulso do manicómio em que residia e tornado em cabeleireiro. O livro foi galardoado pelo Grémio de livreiros de Madrid com o Prêmio de Melhor Livro de 2002. Em agosto do mesmo ano repete a fórmula de Sin noticias de Gurb, publicando por fascículos com Espanha O último trajecto de Horacio Dois, uma fábula sarcástica em modo de diário pessoal que trata de uma viagem no espaço. Em novembro publicou com a editorial Omega Baroja, la contradicción, um ensaio biográfico em torno da figura do escritor Pío Baroja.
Em 2003 publicou Barcelona modernista, um ensaio sobre a cidade de Barcelona num período compreendido entre a Exposição Universal de 1888 e a Primeira Guerra Mundial. Além disso, contribuiu como roteirista na adaptação cinematográfica da sua própria obra No ano do diluvio, dirigida por Jaime Chávarri.
Em 2006, a editorial Seix Barral publicou Mundo Mendoza, uma biografia realizada por Llatzer Moix, e Mauricio o las elecciones primarias, um romance não paródico de Mendoza ambientado em Barcelona que narra uma história de amor a três bandas com uma profundidade política posterior à Transição Espanhola, entre as eleições de 1984 e a nomeação de Barcelona como sede olímpica. A obra obteve o VI Prêmio de Novela Fundação José Manuel Lara Hernández.
Dois anos depois estreou Glòria, a sua segunda obra teatral em catalão, posteriormente adaptada ao espanhol, e publicou El asombroso viaje de Pomponio Flato, uma paródia do género epistolar que narra as aventuras de Pomponio Flato, um filósofo romano, em terras de Nazaret, onde é contratado pelo menino Jesus para salvar da pena de morte o seu pai José. A novela, mistura de género policíal e novela negra, narra acontecimentos da vida de Jesus sem rigor histórico em modo de paródia de romances de intriga como O código Da Vinci de Dan Brown. Em 2009 publicou Tres vidas de santos, um livro formado por três contos que consiste na sua primeira incursão neste género literário.
A 16 de outubro de 2010, o escritor Eduardo Mendoza, oculto com o pseudónimo Ricardo Medina, ganhou a 59ª edição do Premeio Planeta de novela, com 601 000 euros, pela obra Riña de gatos. Madri 1936. O ponto de partida do romance vencedor é a chegada a Espanha na primavera de 1936 de um jovem inglês, especialista em pintura espanhola, reclamado para avaliar um possível quadro desconhecido de Velázquez.
Com El enredo de la bolsa y la vida, publicado a 10 de abril de 2012, Mendoza volta a dar vida ao anónimo detective protagonista de El misterio de la cripta embrujada, El laberinto de las aceitunas e La aventura del tocador de señoras numa sátira ambientada na Barcelona actual.

## Obras

### Romance
- 1975: La verdad sobre el caso Savolta
- 1978: El misterio de la cripta embrujada (1º romance da colecção do detective anónimo)
- 1982: El laberinto de las aceitunas (2º romance da colecção do detective anónimo)
- 1986: La ciudad de los prodigios
- 1989: La isla inaudita
- 1991: Sin noticias de Gurb (publicado em fascículos no diário El País)
- 1992: El año del diluvio
- 1996: Una comedia ligera
- 2001: La aventura del tocador de señoras (3º romance da colecção do detective anónimo)
- 2002: El último trayecto de Horacio Dos (publicado em fascículos no diário El País)
- 2006: Mauricio o las elecciones primarias
- 2008: El asombroso viaje de Pomponio Flato
- 2010: Riña de gatos. Madrid 1936 (Prémio Planeta)
- 2012: El enredo de la bolsa y la vida (4º romance da colecção do detective anónimo)
- 2015: El secreto de la modelo extraviada (5º romance da colecção do detective anónimo)

### Contos
- 2009: Tres vidas de santos (La ballena, El final de Dubslav e El malentendido)
- 2011: El camino del cole (literatura infantil)

### Teatro
- 1990: Restauración
- 2008: Gloria

### Ensaios
- 1986: Nueva York
- 1989: Barcelona modernista, em coautoria com a sua irmã Cristina
- 2001: Baroja, la contradicción (ensaio biográfico)
- 2007: ¿Quién se acuerda de Armando Palacio Valdés?

## Prémios
- 1975: Prémio de Crítica por La verdad sobre el caso Savolta.
- 1987: Prémio Ciudad de Barcelona por La ciudad de los prodigios.
- 1988: Prémio de Melhor Livro do Ano da Revista "Lire" (França) por La ciudad de los prodigios.
- 1988: Finalista do Prémio Grinzane Cavour na categoria de Narrativa extrangeira (Itália) por La ciudad de los prodigios.
- 1988: Finalista do Prémio Médicis y Femina (França) por La ciudad de los prodigios.
- 1992: Vencedor da III Edição das leitoras da revista "Elle" com El año del diluvio.
- 1998: Prémio de Melhor Livro Estrangeiro (França) por Una comedia ligera.
- 2002: Prémiode Melhor Livro do Ano, entregue pelo Grémio de Livreiros de Madrid, por La aventura del tocador de señoras.
- 2007: Prémio Fundação José Manuel Lara por Mauricio o las elecciones primarias.
- 2009: Prémio Pluma de Plata por El asombroso viaje de Pomponio Flato.
- 2010: Prémio Planeta por Riña de gatos. Madrid 1936.
- 2015: Prémio Franz Kafka

## Adaptações cinematográficas
- 1980: La verdad sobre el caso Savolta - Dirigida por Antonio Drove (coprodução Espanha, França e Itália)
- 1981: La cripta - Dirigida por Cayetano del Real (Espanha).
- 1999: La ciudad de los prodigios - Dirigida por Mario Camus (Espanha).
- 2004: El año del diluvio - Dirigida por Jaime Chávarri (coprodução Espanha, França e Itália)